# 빈 숲 속의 이야기
《빈 숲 속의 이야기》(독일어: Geschichten aus dem Wiener Wald)는 헝가리계 오스트리아 작가 외된 폰 호르바트의 독일어 희곡이다.

## 작품 소개
요한 슈트라우스 2세의 유명한 왈츠 곡명으로도 잘 알려진 이 극작품의 제목 ＜빈 숲 속의 이야기＞는 독자나 관객에게 많은 연상을 하게 해준다. 1930년대 초 오스트리아 빈의 사회 모습을 엿볼 수 있고, 라이트모티프로 사용되는 음악을 찾아보는 재미도 있는 작품이다.
마리아네는 정해진 운명을 거부하고 알프레트에게서 진정한 사랑을 찾았다고 생각했지만, 그것은 처음부터 커다란 착각이었다. 그녀는 자신이 낳은 아이를 제대로 돌보지 못해 죽게 하고 절도 혐의로 감옥 생활까지 하게 된다. 그녀는 도덕적으로뿐만 아니라 법적으로도 죄인이 된 것이다. 정해진 운명에서 탈출해 ‘행운의 추구’를 꾀했던 그녀는 결국 죄인이 되어 가부장적인 아버지와 오스카의 수중으로 다시 돌아온다. 어떤 면에서 그녀는 파우스트와 사랑에 빠져 죄인이 된 그레트헨과 비교될 수도 있을 것이다. 
이 극작품은 마지막에 가서 모든 갈등이 극복되고 행복한 결혼으로 해피엔드를 장식하는 식의 통상적인 민중극이 아니다. 그와는 반대로 오히려 비극적인 결말로 끝난다. 마리아네의 결혼은 가부장적일 뿐만 아니라 사디스트이기도 한 오스카와의 재결합이라는 점에서 행복한 결말이 아니라 죽음으로 가는 길인 것이다. “당신은 나의 사랑을 회피할 수 없을 것”이라는 오스카의 위협적인 말은 그녀의 앞날을 예고하고 있다.

## 서지 정보
- 이원양 역, 2009년, 지식을만드는지식[깨진 링크(과거 내용 찾기)] ISBN 978-89-6406-212-8

## 참고 문헌
- 본 문서에는 지식을만드는지식에서 CC-BY-SA 3.0으로 배포한 책 소개글을 기초로 작성된 내용이 포함되어 있습니다.